# Retanilla patagonica
Retanilla patagonica là một loài thực vật có hoa trong họ Táo. Loài này được (Speg.) Tortosa miêu tả khoa học đầu tiên năm 1992.